# Пантелидис, Майк
Майкл Джон «Майк» Пантели́дис (англ. Michael John «Mike» Pantelides; род. 5 сентября 1983, Аннаполис, Мэриленд, США) — американский политик-республиканец, 136-й мэр Аннаполиса (2013—2017). Второй после Джона Апостола (1973—1981) американец греческого происхождения, занимавший данный пост.

## Биография

### Ранние годы и семья
Родился в семье Джона и Глории Пантелидис. С момента рождения и до трёх лет мать Майка разговаривала с ним только на греческом языке. Вместе со своим старшим братом Грегори был служкой в местной греческой православной церкви Святых Константина и Елены.
Майк является жителем Аннаполиса в третьем поколении. Его дедушка, Саввас «Сэм» Пантелидис, родом с Кипра, а бабушка Магдалин — из Греции. В семье было шестеро детей. В 1940-х годах они переехали из Балтимора в Аннаполис, где в первом городском квартале, в самом сердце его исторического района, Саввас, имевший всего пять классов образования, открыл ресторан «Royal» и коктейль-холл на Вест-Стрит. В разное время там работали почти все его дети. В 1976 году ресторан был закрыт. Являясь одним из первых в Аннаполисе киприотов, он был среди двух дюжин владельцев ресторанов, оказывавших финансовую поддержку иммигрантам из Греции и с Кипра.
В 1969 году отец Майка, Джон Пантелидис, окончил Мэрилендский университет в Колледж-Парке со степенью бакалавра в области правления и политики, а в 1980 году там же получил степень магистра в области государственного управления и американского правительства. В 1986 году баллотировался от Демократической партии в Палату представителей США от 4-го избирательного округа штата Мэриленд, но уступил в партийном праймериз бывшему профессиональному баскетболисту Тому Макмиллену.
В 2002 году Майк окончил принадлежащую Архиепархии Балтимора частную католическую среднюю школу совместного обучения имени Архиепископа Сполдинга в Сиверне.
В 2007 году получил степень бакалавра гуманитарных наук в области философии в Университете Западной Виргинии. Был членом братства «Пи Каппа Фи» (ΠΚΦ).

## Карьера
По окончании университета вернулся в Аннаполис.
В течение двух лет после окончания университета работал на своего отца, консультанта по вопросам девелопмента земельных участков в округе Анн-Арандел.
Являлся членом Центрального комитета Республиканской партии Аннаполиса.
Пантелидис был руководителем избирательных кампаний республиканца Дэвида Кордла, который на выборах мэра Аннаполиса в 2009 году проиграл кандидату от Демократической партии Джошуа Коэну, и Джерри Кейва, когда тот участвовал в выборах в Сенат штата в 2010 году.
В 2011—2012 годах занимался продажей рекламы в ежедневных газетах «The Capital» и «The Baltimore Sun».
В 2012—2013 годах работал в софтверной компании «Vocus».
Принимал участие в качестве волонтёра в деятельности международной общественной некоммерческой организации «Habitat for Humanity».

### Мэр Аннаполиса
В ноябре 2013 года Пантелидис был избран мэром города Аннаполис, став первым после 1997 года республиканцем на этом посту.
В течение первых 100 дней пребывания в должности преобразовал департаменты и занялся поддержкой бизнеса и экономическим развитием города.
Вёл работу с городским советом по утверждению бюджета 2015 года, который был принят восемью голосами против одного.
Установил политику «открытых дверей» и в первый вторник каждого месяца граждане могут приходить в его офис для обсуждения связанных с городом проблем и вопросов.
В марте 2014 года Пантелидис подвергся суровой критике из-за переданной им на проходившем заседании городского совета записки с ненормативной лексикой в адрес олдермена Аннаполиса. Он также столкнулся с критикой, когда стало известно о том, что действующий прокурор города Тимоти Мюрнейн встретился с его двоюродным братом Саввасом Андре Пантелидисом в полицейском участке Аннаполиса после того, как последний был арестован по обвинению в покушении на убийство.
Состоит в законодательном комитете Союза муниципалитетов Мэриленда.
В 2014 году поддержал республиканца Стива Шу, выдвинувшего свою кандидатуру на пост главы исполнительной власти округа Анн-Арандел во время всеобщих выборов.
Является членом Совета по инвестициям в развитие трудовых ресурсов губернатора Мэриленда Ларри Хогана, занимаясь вопросами кибербезопасности.